# Drapetis flavicoxalis
Drapetis flavicoxalis är en tvåvingeart som beskrevs av Frey 1936. Drapetis flavicoxalis ingår i släktet Drapetis och familjen puckeldansflugor.
Artens utbredningsområde är Kanarieöarna. Inga underarter finns listade i Catalogue of Life.